# Freesia occidentalis
Freesia occidentalis är en irisväxtart som beskrevs av Harriet Margaret Louisa Bolus. Freesia occidentalis ingår i släktet Freesia och familjen irisväxter. Inga underarter finns listade i Catalogue of Life.